# António Rodrigues da Costa Silveira

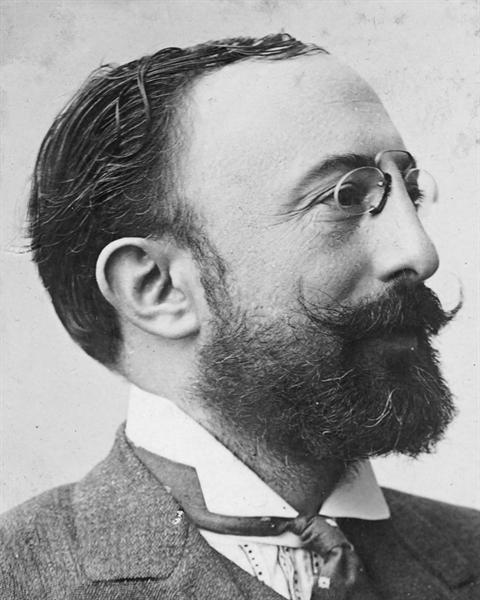
António Rodrigues da Costa Silveira

António Rodrigues da Costa Silveira Júnior (Póvoa de Varzim, 19 de Agosto de 1871 — Póvoa de Varzim, 30 de Julho de 1934) foi um advogado e político, licenciado em Direito pela Universidade de Coimbra, que se destacou como presidente da Câmara Municipal da Póvoa de Varzim. Também publicou diversas obras poéticas.